# Jaroslav Bogdanovič
Jaroslav Bogdanovič (ur. 15 marca 1990) – litewski siatkarz, grający na pozycji atakującego, reprezentant Litwy. 

## Sukcesy klubowe
NEVZA:
- 2014

Liga duńska:
- 2017
- 2015
- 2014

Liga litewska:
- 2018, 2021
- 2022